# Daocheng Solar Radio Telescope

Daocheng Solar Radio Telescope

Daocheng Solar Radio Telescope (DSRT) (Даочэнский Солнечный Радио Телескоп) — это радиотелескоп в Китае, который начал работать в 2023 году и используется для солнечной астрономии . Он состоит из 313 параболических антенн диаметром 6 метров каждая, образующих интерферометрическую решетку. Антенны расположены на равном расстоянии друг от друга и образуют окружность диаметром 3,14 км. В центре круга находится калибровочная антенна высотой 100 метров. Рабочие частоты телескопа находятся в диапазоне от 150 МГц до 450 МГц для обнаружения событий выброса корональной массы . Телескоп расположен в горах на Цинхай-Тибетском нагорье в провинции Сычуань и находится в ведении Китайского меридианного проекта мониторинга космической погоды II . По состоянию на 2023 год это крупнейший действующий солнечный телескоп. Его строительство началось в 2021 г. и было завершено в 2022 г. Введен в строй в июне 2023 года.

Daocheng Solar Radio Telescope